# 李诵 (北朝)
李诵（？—？），字世业，陇西郡狄道县（今甘肃省定西市临洮县）人，出自陇西李氏姑臧房，北齐官员。

## 生平
李诵和弟弟李韫品行不端，李诵把女儿嫁给穆提婆的儿子穆怀廆，越级升迁至临漳县县令、仪同三司。李诵后被御史台弹劾，因为贪赃多被判死刑，因为李诵是穆提婆的儿女亲家，陆令萱因此替他向北齐后主高纬说话，高纬因此大赦天下。

## 家庭

### 父亲
- 李玙，东魏前将军、护军、东徐州刺史、安城县伯

### 兄弟姐妹
- 李诠，北齐任城郡太守
- 李谧，北齐高阳郡太守、司农卿、安州刺史
- 李世韫，北齐太子舍人、殿中郎
- 李世君，北齐开府参军事
- 李世举，北齐瀛洲司马
- 李世林，北齐中府主簿

### 子女
- 李氏，嫁穆怀廆
- 李氏，嫁隋朝尚书宪部侍郎、长乐县开国侯封嗣道[5]